# Obszar ochrony ścisłej Klukowe Buki
Klukowe Buki – obszar ochrony ścisłej o powierzchni 76,40 ha na obszarze Słowińskiego Parku Narodowego na Wybrzeżu Słowińskim. Ochronie podlega znajdujący się u zachodniego brzegu jeziora Łebsko reliktowy las bukowo-dębowy. Przez obszar ten przebiega ścieżka ekologiczno-kulturowa „Klucki Las”. Najbliższymi miejscowościami są Kluki i Łokciowe.